# Cephalosphaera tingens
Cephalosphaera tingens är en tvåvingeart som först beskrevs av Hardy 1972. Cephalosphaera tingens ingår i släktet Cephalosphaera och familjen ögonflugor.
Artens utbredningsområde är Myanmar. Inga underarter finns listade i Catalogue of Life.